# Borgau
Borgau ist ein Ortsteil der Gemeinde Finneland im Burgenlandkreis in Sachsen-Anhalt.

## Lage
Der Weiler Borgau befindet sich an der nordöstlichen Abdachung der Finne in einem hügeligen Gelände westlich der Bundesstraßen 87 und 250 sowie südlich der Bundesstraße 176.

## Geschichte
Der Weiler wurde am 26. Dezember 1209 erstmals urkundlich erwähnt. Borgau soll es aber schon früher, aber nicht nachweisbar, als slawisches Dorf gegeben haben. Die derzeitige Kirche besteht seit 1818. Im Weiler wohnten 2012 insgesamt 47 Personen.
Am 1. Juli 1950 wurde Borgau in die Gemeinde Steinburg eingemeindet, die ab 1994 zur Verwaltungsgemeinschaft Finne gehörte.